# Altenrhein (Schiff)
Die Altenrhein ist ein Motorboot, das von den Dornier Werken Altenrhein im Schweizer Kanton St. Gallen als Schlepper eingesetzt wurde. Benannt wurde sie nach der Ortschaft Altenrhein, in deren Nähe der Alte Rhein in den Bodensee mündet. Heute befindet sie sich in Besitz des Dornier-Museums in Friedrichshafen. Ein Kiesschiff im Besitz der Genossenschaft GEKSA in Altenrhein SG (Schweiz) trägt den gleichen Namen.

## Geschichte
Einige der 1929/1930 durch die internationale Presse weitverbreitete Aufnahmen des Flugboots Dornier Do X, damals das größte Flugzeug der Welt mit zwölf Motoren, machten auch die Altenrhein und ihr Schwesterschiff Manzell bekannt. Die Photographien des Dornier-Werkphotographen Karl Alfred Ziegler (1892–1967) im Staatsarchiv St. Gallen (StASG) geben etwas Auskunft über den Einsatz dieser Boote um 1930.
Die Dornier Flugzeugwerft in Altenrhein stellte 1928 die Altenrhein unter der Dornier-Werksbezeichnung „internes Transportmittel“ und „Motorboot für Flugdienst“ in Dienst. Ziegler bezeichnete sie als Motor-Schleppboot, Begleitboot der Werft oder einfach als  Motorboot. Bilder zeigen sie aber auch als Zubringerboot für Do-X-Passagiere und zur Beförderung von Kunden oder Besuchern der Werft. Eines der Boote wird von Ziegler immer namentlich als „St.G. 72 Altenrhein“ bezeichnet, das andere, die Manzell der Dornier-Metallbauten GmbH in Manzell, nur als „identisches Motorboot“. Die Backdecker hatten keine Aufbauten, aber im Vorschiff eine Kajüte, die über die gesamte Schiffsbreite und etwa eine halbe Schiffslänge bis zum offenen Steuerstand reichte. Das Achterschiff war fast vollständig offen, mit zwei Sitzbänken längs der weißen Bordwände und Schleppvorrichtungen auf dem Heck. Das Spiegelheck war vertikal leicht geknickt. Die „Motorbootkörper“ wurden 1927 von der Bodan-Werft in Kressbronn am Bodensee nach den von Franz Zeno Diemer (Dornier) gestellten Plänen gebaut. Auch den Maybach-S1-Motor mit einer Leistung von 65 PS stellte Dornier. Mit dem schlanken Rumpf und hohen Bug ähnelten sie den schnellen und eleganten Commuter-Yachten der US-Ostküste in den 1920er Jahren.
Im Bildarchiv des StASG sind die beiden Motorboote erstmals im Juli 1929 im Zusammenhang mit den frühen Flügen  der Do X1 dokumentiert und danach noch mehrfach bis 1931. Nach der Ausmusterung der Do X1 1933 verliert sich die Spur des Schwesterschiffs der Altenrhein, während diese am 1. August 1939 im Hafen der Dornier-Werft wieder abgebildet wurde und nochmals 1955 bei der Bergung eines vor Horn SG in den Bodensee abgestürzten P-16-Prototyps der Flug- und Fahrzeugwerke Altenrhein (FFA), Nachfolgerin der Dornier Werke Altenrhein.
Die beim Schifffahrtsamt Rorschach von 1938 bis 1960 geführte und archivierte Motorboot-Kontrollkarte zu den jährlichen Untersuchungen belegt die Stilllegung in den Kriegsjahren von 1940 bis 1944. Ab 1948 waren die FFA Eigner der Altenrhein. Nach einer nicht mehr bekannten Verwendung und weiteren Stilllegung begannen nach 1990 Restaurationsarbeiten, die fast zwanzig Jahre später mit Decksaufbau wie bei der Motoryacht Widgeon und mit 90-PS-Marine-Diesel abgeschlossen wurden. Das Boot wurde danach in Mühlhausen im Elsass stationiert.
Der letzte Eigentümer überließ die inzwischen wieder erheblich beschädigte Altenrhein kostenlos dem Dornier-Museum in Friedrichshafen, wo sie im Juli 2020 nach einem schwierigen Straßentransport eintraf. In einem Museumsdepot versetzten ehrenamtliche Mitarbeiter unter fachkundiger Leitung in etwa 2.500 Arbeitsstunden das Boot wieder in den Originalzustand und setzen es seit 2022 wieder auf dem Bodensee ein.
Von ihrem Dornier-Schwesterschiff Manzell ist nur bekannt, dass es 1945 von der französischen Besatzungsmacht beschlagnahmt und in der Flottille du Lac de Constance (FLC) eingesetzt wurde. Nach deren Auflösung und Integration in die Forces Maritimes du Rhin (FMR) befand sich in der FMR-Flottenliste eine Vedette (schnelles Motorboot) Mancelle, vormals FLC.
| Daten der Altenrhein:          | Daten der Altenrhein: | Daten der Altenrhein:                                      |
| ------------------------------ | --------------------- | ---------------------------------------------------------- |
| Baujahr: 1928                  | Länge: 15,00 m        | Motor: Maybach, 6 Zylinder                                 |
| Werft: Bodan-Werft, Kressbronn | Breite: 2,80 m        | Motorleistung: 65 PS                                       |
| Indienststellung: 1928         | Tiefgang: 1,53 m      | Kapazität: 20 Pers.                                        |
| Heimathafen: Altenrhein        | Tonnage: 7,0 to       | Verbleib: Dornier-Museum Friedrichshafen, in Restaurierung |

Die Angaben basieren auf der Motorboot-Kontrollkarte des Schifffahrtsamts Rorschach, Stand 1960, lt. Auskunft Oktober 2015 und des aktuellen Eigners.